# Трупиал-чопи
Трупиал-чопи (лат. Gnorimopsar chopi) — вид птиц из семейства трупиаловых. Единственный вид в роде Gnorimopsar. Выделяют три подвида.

## Описание
Трупиал-чопи достигает 25 см в длину, имеет чёрное оперение по всему телу и слегка изогнутый клюв с углублением вдоль нижней челюсти.

## Ареал
Встречается в Аргентине, Боливии, Бразилии, Парагвае, Перу и Уругвае. Естественная среда обитания — сухая саванна, субтропические или тропические низменные луга, пастбища и сильно деградировавшие бывшие леса.

## Рацион
Рацион малоизвестен, было замечено, что трупиал-чопи питается членистоногими и фруктами, есть зарегистрированные случаи, когда трупиалы-чопи питались лягушками и даже охотились на других птиц.

## Популяция
Популяция данного вида стабильна.